# Lolina
La lolina es un alcaloide pirrolizidínico saturado con un grupo 1-amino y un puente oxígeno entre C2 y C7. Ha sido aislada de los hongos Epichloë, endófitos simbiontes de los pastos Lolium arundinaceum, Lolium cuneatum y Lolium temulentum (Poaceae)
Este alcaloide es biosintezado a partir de aminoácidos, L-prolina y L-homoserina. Estos compuestos pirrolicidínicos son metabolitos insecticidas de hongos simbióticos con plantas (endófitos). La relación mutualistica entre Lolium arundinaceum y sus hongos endóficos Epichloē es vital para la primera.
Se ha propuesto una vía de biosíntesis a partir de espermidina por la acción de poliamina oxidasa via norderivado.

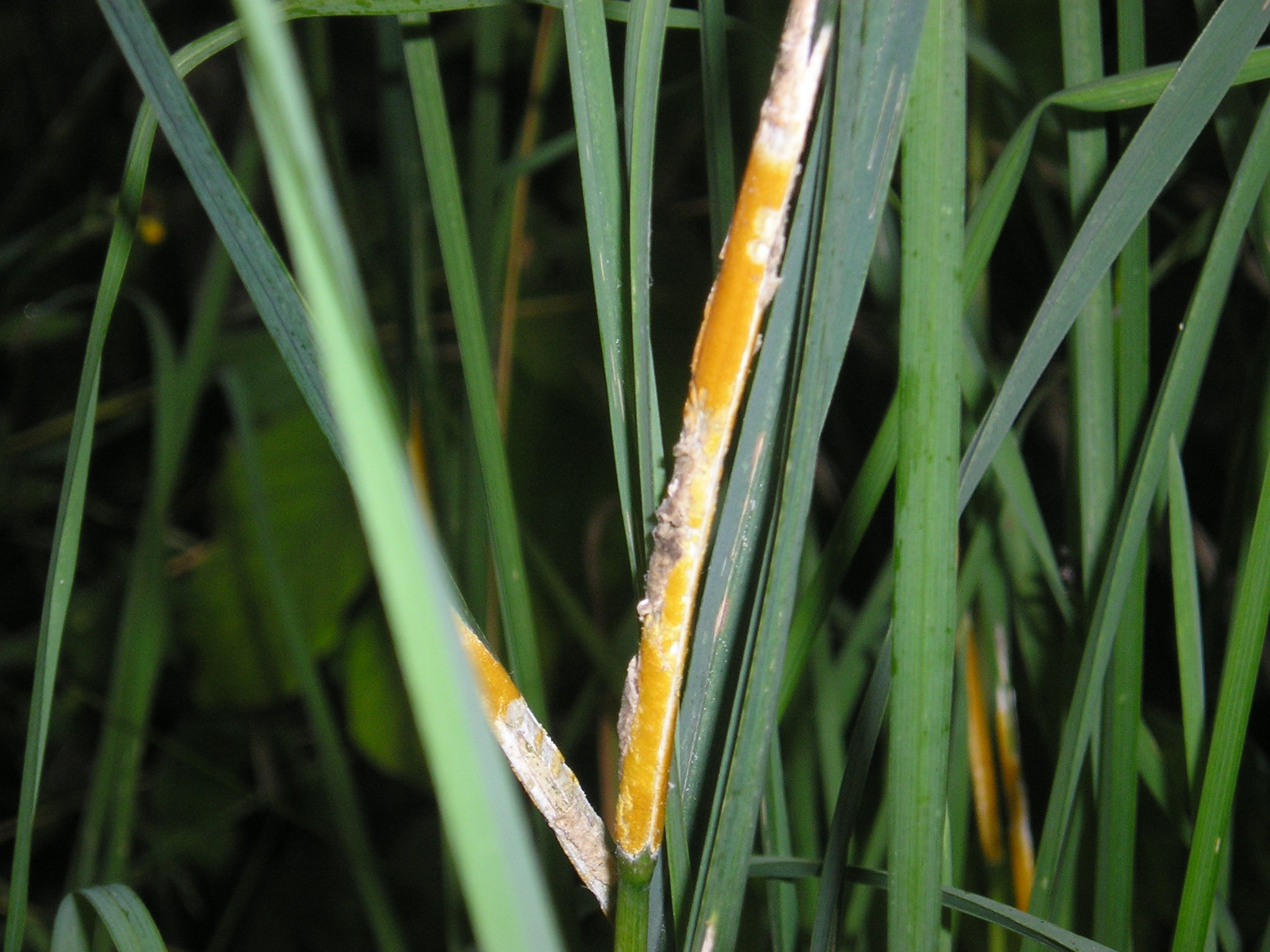
Epichloë tiphyna, hongo endófito de varios pastos, productor de alcaloides de protección contra la herbivoría.

## Fuente
- Blankenship JD, Houseknecht JB, Pal S, Bush LP, Grossman RB, & Schardl CL (2005). "Biosynthetic precursors of fungal pyrrolizidines, the loline alkaloids". Chembiochem 6: 1016-1022